# 扁頭微腺叉牙鯰
扁頭微腺叉牙鯰，為輻鰭魚綱鯰形目毛鼻鯰科的其中一種。分布於南美洲巴西Solimoes 河流域，體長可達1.2公分，為世界上最小的鯰魚之一。